# 天主教梧州教区
天主教梧州教區（拉丁語：Dioecesis Uceuvensis）是天主教在中國廣西壯族自治區東部建立的一個教區，屬廣西教省。

## 概況
1946年4月11日，聖座在中國設立聖統制，梧州宗座代牧區升格為梧州教區，屬於廣西教省。
1950年，梧州教區信徒人數為19,871人，居廣西3教區之首，獨佔廣西全省天主教徒的63%。有17個堂區、2位司鐸和17位修女。教座位於廣西梧州市维新里25號的梧州主教座堂。現時，教區處於教座出缺狀態，由教區署理楊世清神父，譚燕全主教代管。

## 歷史
1930年6月30日，聖座從南寧宗座代牧區劃出廣西東部地區成立梧州自治傳教區，由瑪利諾外方傳教會負責管理，馬奕猷神父出任梧州傳教區神長。1934年12月10日，梧州自治傳教區升格為梧州宗座監牧區。
1939年7月20日，梧州宗座監牧區升格為梧州宗座代牧區，由唐汝琪主教出任梧州宗座代牧。
1946年4月11日，聖座在中國設立聖統制，梧州宗座代牧區升格為梧州教區，屬於南寧教省，唐汝琪出任為梧州教區首任正權主教。唐主教任內勤奮傳教，至1949年底梧州教區已有超過3,000人領洗。1950年梧州教區信徒有19,871人。
1949年10月1日，中國共產黨在中國大陸地區建立中華人民共和國，並開始針對天主教進行宗教迫害及打壓，教會已經無法正常功能。1955年6月10日，唐汝琪主教被中國政府驅逐出境，當時已經被虐待至一耳失聰。
2002年底，中國政府官方組織中國天主教愛國會擅自將廣西的南寧總教區、北海教區的廣西地區、梧州教區和桂林宗座監牧區合併及成立廣西教區。翌年，譚燕全晉牧時獲政府認可為廣西教區正權主教。但是，聖座不承認有關變動，維持原有劃分，任命譚主教為南寧總教區主教。

## 教堂
- 梧州主教座堂

主教座堂位於梧州市萬秀區民主路維新裡25號。第二次世界大戰期間，主教座堂遭日本轟炸機炸毀。戰後重建，設有穹頂，主教座堂為拜占庭式風格。文化大革命期間，主教座堂被小學佔用。1983年，市工商聯將主教座堂交還給教區。2013年3月，梧州主教座堂作為梧州近代建築群成為全國重點文物保護單位。

## 歷任主教

### 梧州傳教區神長
- 馬奕猷神父,M.M.（1931年10月30日-1934年12月10日）：美國籍[4]

### 梧州宗座監牧
- 馬奕猷神父,M.M.（1934年12月10日-1939年7月20日）：美國籍

### 梧州宗座代牧
- 唐汝琪主教,M.M.（1939年7月20日-1946年4月11日）：美國籍[5]

### 梧州主教
- 唐汝琪主教,M.M.（1946年4月11日-1983年）：美國籍
- 蔡秀峰主教（1993年-2007年8月20日）：獲得教宗認可[6][7]
- 教座出缺（2007年-現在）
  - 教區署理楊世清神父（2007年-現在）